# Bataisk
Bataisk (russisch Бата́йск) ist eine russische Großstadt mit 111.843 Einwohnern (Stand 14. Oktober 2010) in der Oblast Rostow, knapp zehn Kilometer südlich der Metropole Rostow am Don am gegenüberliegenden Ufer des Don gelegen.

## Geschichte
Die Stadt wurde 1769 als Stützpunkt zum Schutz des wichtigen Hafens Asow an der Don-Mündung ins Asowsche Meer gegen Angriffe des Krim-Chanats errichtet. Vor dem Russisch-Türkischen Krieg der Jahre 1768–74 gehörte die Gegend um die heutige Stadt zum Osmanischen Reich. Damals befand sich dort ein Tatarenstützpunkt namens Batai, von dem auch der heutige Stadtname abstammt.

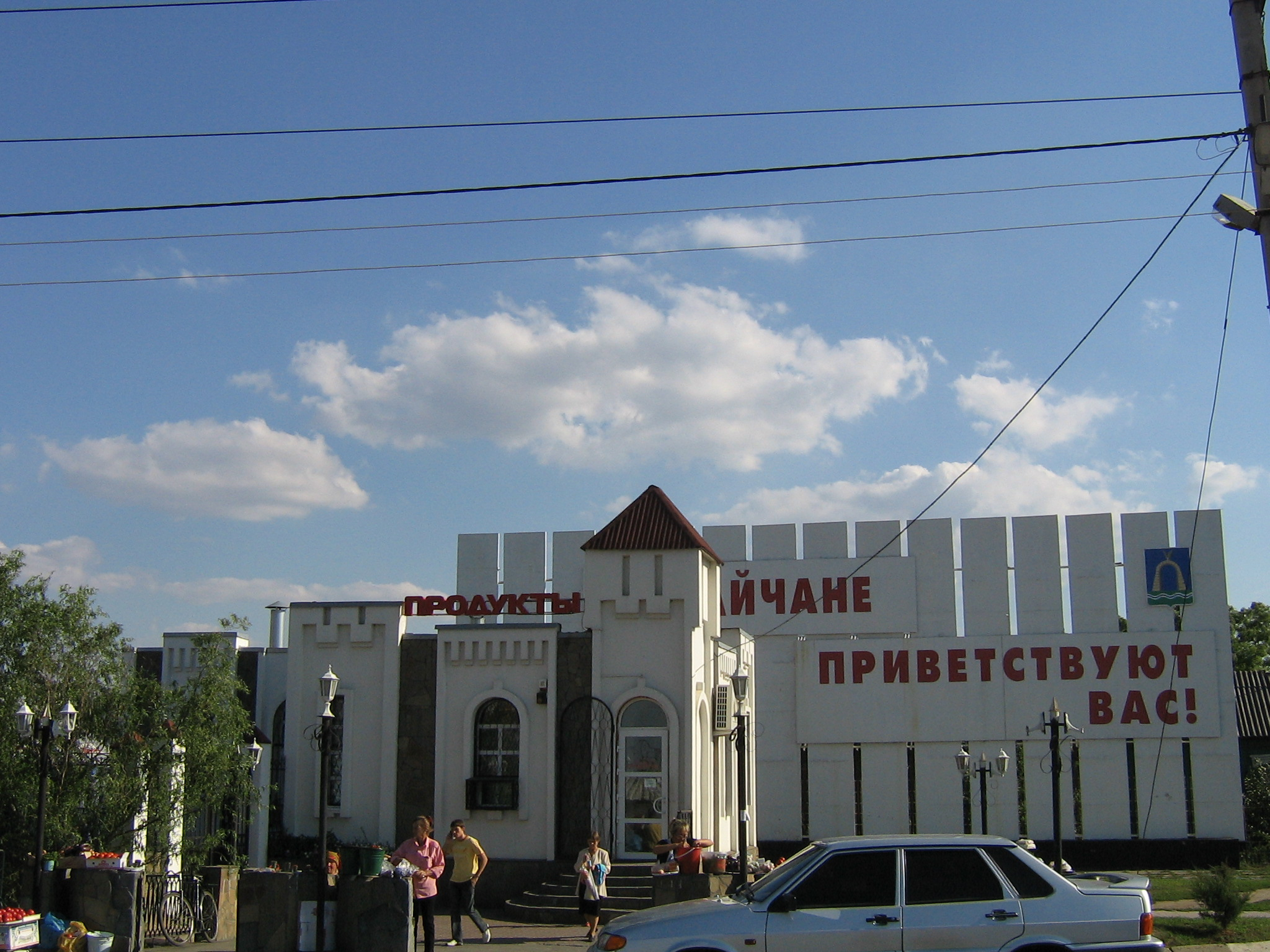
An der Ortseinfahrt von Bataisk

Im 19. Jahrhundert verlor Bataisk seine militärische Bedeutung und entwickelte sich vor allem dank der in seiner Nähe verlaufenden Straße zwischen dem russischen Kernland und der Kuban-Region. Außerdem wurde 1875 die in den Nordkaukasus führende Eisenbahnlinie durch Bataisk verlegt.
In den 1920er-Jahren wurde der Ort flächendeckend elektrifiziert, was die Entstehung erster Industriebetriebe – unter anderem einer Brotfabrik – ermöglichte. 1927 erhielt der Ort den Status einer Arbeitersiedlung, und 1938, als dort inzwischen fast 50.000 Einwohner lebten, die Stadtrechte. 1931 wurde in Bataisk eine Militärfliegerschule gegründet, zu deren bekannten Schülern später unter anderem der Kosmonaut Wladimir Komarow gehörte.
Im Juli 1942 fanden in Bataisk heftige Kämpfe zwischen der Roten Armee und der deutschen Wehrmacht statt, welche bei Rostow einen Brückenkopf über den Don errichtet hatte. Von hier aus stieß sie Richtung Kaukasus vor, musste die Stadt aber nach der Niederlage von Stalingrad 1943 wieder räumen. Insgesamt kamen während der Kämpfe um die Stadt rund 3500 ihrer Einwohner ums Leben. Nach dem Krieg wurde jedoch die Infrastruktur der Stadt rasch wiederhergestellt und in den 1950er- und 1960er-Jahren weiter ausgebaut.

### Bevölkerungsentwicklung
| Jahr | Einwohner | Bemerkung                                |
| ---- | --------- | ---------------------------------------- |
| 1939 | 49.614    | sowie 13.659 Koissug (eingemeindet 1959) |
| 1959 | 65.158    |                                          |
| 1970 | 85.306    |                                          |
| 1979 | 90.123    |                                          |
| 1989 | 91.930    |                                          |
| 2002 | 107.438   |                                          |
| 2010 | 111.843   |                                          |

Anmerkung: Volkszählungsdaten

## Wirtschaft und Verkehr
Die Industrie der Stadt ist vorwiegend auf den Bedarf der benachbarten Metropole Rostow ausgerichtet. Zu nennen sind unter anderem Nahrungsmittel- und Textilfabriken sowie Betriebe der Baustoff- und Stahlbetonindustrie.
Die Stadt hat Anschluss an die Fernstraße M4 und gilt auch als Eisenbahnknotenpunkt. Hier hat sie vor allem für den Güterverkehr Bedeutung.

## Söhne und Töchter der Stadt
- Jelena Achmedowa (* 1951), Architektin und Hochschullehrerin
- Tatjana Lyssenko (* 1983), Hammerwerferin
- Julija Gritschenko (* 1990), Fußballtorhüterin